# Santana dos Montes
Santana dos Montes is een gemeente in de Braziliaanse deelstaat Minas Gerais. De gemeente telt 4.134 inwoners (schatting 2009).

## Aangrenzende gemeenten
De gemeente grenst aan Capela Nova, Caranaíba, Conselheiro Lafaiete, Cristiano Otoni, Itaverava, Lamim en Rio Espera.